# Perly-Certoux
Perly-Certoux is een gemeente en plaats in het Zwitserse kanton Genève.
Perly-Certoux telt 2759 inwoners.